# Коляды (Полтавская область)
Коляды (укр. Коляди) — село,
Пришибский сельский совет,
Шишацкий район,
Полтавская область,
Украина.
Код КОАТУУ — 5325783804. Население по переписи 2001 года составляло 143 человека.

## Географическое положение
Село Коляды находится на расстоянии в 0,5 км от села Криворучки, в 1-м км от села Пришиб.
По селу протекает пересыхающий ручей с запрудой.